# Alianza Armenia
Alianaza Armenia (en armenio: Հայաստան դաշինք, romanizado: Hayastan dashink’) es una coalición política armenia. Fundada en 2021 y es dirigida actualmente por el expresidente de Armenia, Robert Kocharián.

## Historia
Durante las protestas en Armenia de 2020-2021, Robert Kocharián respaldó al Movimiento de Salvación de la Patria, una alianza política que pedía la dimisión del primer ministro armenio Nikol Pashinián. Kocharián anunció más tarde que volvería a entrar en la política con la fundación de una nueva alianza política. La Alianza Armenia celebró su ceremonia de fundación en Ereván el 9 de mayo de 2021 y está conformada por la Federación Revolucionaria Armenia, el Partido Armenia Renace, y está dirigida por Robert Kocharián, quien seguirá siendo no partidista.
La alianza no tiene representación política dentro de la Asamblea Nacional y actualmente actúa como una fuerza extraparlamentaria. Sin embargo, la alianza ha confirmado que participará en las próximas elecciones.

## Ideología
La alianza busca desarrollar los intereses nacionales-estatales, perseguir una política exterior dirigida a la protección y seguridad de Armenia y detener el declive socioeconómico. La alianza apoya la búsqueda de altos niveles de desarrollo, la prevención de una nueva ola de emigración masiva y la creación de las bases necesarias para una paz duradera en la región del Cáucaso meridional.
La alianza también apoya el mantenimiento de la integridad territorial y la autodeterminación de Artsaj, la protección de las fronteras de Armenia, la lucha contra la corrupción, la mejora de la calidad de la vida pública y el apoyo a las actividades de la Iglesia apostólica armenia.

## Actividades
El 9 de mayo de 2021, después de la fundación de la alianza, Kocharián encabezó una concentración en la Plaza de la Libertad, Ereván. Durante la manifestación, Kocharián se dirigió a sus seguidores.

## Liderazgo
- Robert Kocharián, segundo presidente de la República de Armenia
- Ishján Saghatelián, representante del Cuerpo Supremo de la Federación Revolucionaria Armenia
- Vahe Hakobían, presidente del Partido Armenia Renace